# Thomas Monberg
Thomas Monberg Andersen (født 19. april 1976 i Horsens) er en dansk grafisk trykker og politiker, der siden 1. november 2022 har været medlem af Folketinget, valgt for Socialdemokratiet i Østjyllands Storkreds.
Han er uddannet grafisk trykker fra Kolding Tekniske Skole i 1997 og har efterfølgende taget hf-enkeltfag i historie og matematik ved Horsens HF og VUC i 2019 og linjefag i religion, kristendom og filosofi ved UCL Erhvervsakademi og Professionshøjskole i Odense i 2021. Han arbejdede hos Schur Pack 1992-2002, først som arbejdsdreng og lærling og siden som grafisk trykker og produktionsplanlægger. 2004-2018 var han grafisk trykker og leder hos Amcor Flexibles Denmark. Her var han desuden tillidsmand for de grafiske medarbejdere 2011-2016. Fra 2018 til 2022 arbejdede han som lærer ved Sct. Ibs Skole i Horsens og fra 2022 som teknisk servicemedarbejder ved Hovedgård Skole. 
Thomas Monberg begyndte sin politiske karriere som medlem af Horsens Byråd i 2014. Han fortsatte som byrådsmedlem frem til 2022 og har været medlem af de fleste af kommunens stående udvalg - økonomi- og erhverv, plan og vej, bæredygtighed, natur og klima, kultur og fritid, beskæftigelse og integration samt børn og skole. Sideløbende med byrådsarbejdet var han fra 2014 til 2022 bestyrelsesmedlem i Fjernvarme Horsens, mens han fra 2018 til 2022 var medlem af bestyrelsen for Industrimuseet og medlem af Eliteidrætsrådet i Horsens Kommune.
Han opstillede for første gang til Folketinget i 2022, hvor han var opstillet i Horsenskredsen. Han er pr. 2024 sit partis miljø-, Etisk Råd- og postordfører og var boligordfører fra 2022 til 2024.  Han blev valgt med 5479 personlige stemmer ved valget i 2022.